# Михнів
Ми́хнів — село в Україні, у Ізяславській міській громаді Шепетівського району Хмельницької області. Населення становить 622 осіб.

## Географія
Село розташоване в центрі Ізяславської громади, на річці Горині, та за 14 км від центру громади м.Ізяслав.
Сусідні населені пункти:

## Походження назви
За народними переказами назва села походить від імені князівського дружинника Михна (скорочена форма імені Михайло) — засновника чи одного з перших жителів поселення у XIII ст., який загинув у бою з татарами.

## Історія
Першу письмову згадку про Михнів знаходимо в книзі Кам'янець-Подільського магістрату за 1519 рік. У XVI ст. його жителі були підданими князів Заславських, володіння яких являли типові феодальні маєтки з двором, ріллею, сіножатями, стодолою, ставом, млином, з двірнею і слугами. Князі не раз закладали та перезакладали село.
Львівський купець Воско Курилович 1563 року відмовився від орендування села, мотивуючи своє рішення тим, що він «часъ не малый держалъ» Михнів, але не одержав навіть внесених по закладній грошей і заборгувався.
Наприкінці XVI — на початку XVII ст. село входило до Заславської волості Кременецького повіту Волинського воєводства і належало князю Заславському. Селяни, основну масу яких становили тяглі й напівтяглі, відробляли по 2—3 дні панщини на тиждень, сплачували подимний податок з 55 димів, виконували багато інших феодальних повинностей. Вони працювали на будівництві й розширенні Білогородського, Заславського і навіть Кременецького замків — ламали камінь, возили ліс, насипали земляні вали тощо. Селяни платили податки також на користь церкви. Після того, як Заславський 1594 року перейшов у католицьку віру, у Михнові запровадили унію.
Жителі села брали участь у визвольній війні 1648—1654 років. Та загони польської шляхти, очолювані Заславським, жорстоко покарали повсталих — майже вщент зруйнували Михнів, як і сусідню Білогородку. 1648 року в селі налічувалося 40 димів, а 1650 — лише 12.
Протягом XVI—XVII ст. населення Михнова не раз зазнавало нападів кримських татар, терпіло воно і від спустошливих набігів сусідніх феодалів. Кілька разів село лежало в руїнах, але відбудовувалося.
Швидкий розвиток фільваркового господарства, до якого входили орні землі, мисливські угіддя, пасіки, пасовища, ліси, млини, ставки, місця рибної ловлі на річці Горині тощо, почався у XVIII ст. Власники фільварку вивозили на ринки Волині й Західної Європи сільськогосподарські продукти, насамперед хліб. Посіви під зернові культури значно розширилися, насамперед за рахунок земель, які до цього не входили до фільваркової частини. Погіршувалося становище селян, коли Михнів віддавали в оренду. Додаткові прибутки князям давало монопольне право на помел зерна і продаж спиртних напоїв. Селяни залишалися без насіння, їх поля заростали бур'янами, господарства розорювалися. Збільшувалися у фільварках посіви цукрових буряків, особливо коли 1844 року побудували Клембівську цукроварню.
Під час проведення реформи 1861 року селяни викупили у Санґушків 1743 десятини землі. Кращі землі й місця риболовлі на Горині князь залишив собі. Реформа не виправдала надій селян на забезпечення землею. Наділи через зростання кількості населення поступово подрібнювалися. На плечі жителів важким тягарем лягали численні податки. Крім викупних платежів, вони сплачували подушне, державний земельний податок, земські, мирські та страхові збори. Двічі — у 1882 і 1893 роках — селяни збирали кошти на будівництво церкви, житлових приміщень для священнослужителів; вони виплачували попові 300 карбованців на рік за службу, 100 карбованців — за навчання дітей, окремо за треби. Гостро стояло питання про сервітути. Селяни наприкінці XIX ст. самовільно захопили місця риболовлі на річці Горині. Та Санґушко подав скаргу до Житомирського суду і виграв справу.
Досить розвинутим у селі наприкінці XIX ст. було ремесло. Майстерністю славилися михнівські теслі, муляри, шевці, ковалі й особливо ткачі, у яких замовляли полотно навіть жителі навколишніх сіл. Все ж більшість населення не могла прогодуватися і йшла в найми, на Клембівську цукроварню або ж на цукрові плантації Санґушків.
22 травня 1905 року стався виступ селян Михнова, які разом із жителями Білогородки й Чижівки вимагали підвищення оплати праці на бурякових плантаціях. Страйк припинився лише 12 червня.
Протягом 1907–1917 років село у складі Заславського ключа Заславського майорату князів Санґушків.
У 1910 році населення Михнова становило 1888 осіб, а кількість господарств — 342. На ці двори припадало 1441,2 десятини придатної землі. 22 господарства зовсім не мали землі, 72 — володіли земельним наділом до 2 десятин, 168 — до 5; 72 — до 6; 8 — до 8 десятин. 72 двори не мали робочої, 19 — ніякої худоби. Таким чином, основну частину населення Михнова становили бідняки та маломіцні середняки. Земля оброблялася примітивним способом. У селі не було жодної сівалки й жатки. Основний інвентар — сохи та плуги з дерев'яними частинами, але їх мали не всі господарі. Сіяли вручну, жали серпами. Середній урожай озимих не перевищував сам-6, ярих — сам-4.
1914 року почав діяти фельдшерський пункт, який обслуговував 22 населені пункти Михнівської волості (утворена 1861 року). В 1871 році відкрито однокласне народне училище міністерства народної освіти. Спершу училище містилося в будинку священика, який сам навчав селянських дітей. 1872 року побудували спеціальне приміщення і до школи прислали вчителя з Києва, який, за свідченням священика, «почав зразу ж проводити в середовище селян шкідливе вільнодумство, противне релігії…, вчитель той був вигнаний з парафії священиком Славінським». Пізніше, коли училище було укомплектоване, за священиками залишилося лише викладання закону Божого.
7 (20) листопада 1917 року, відповідно до Третього Універсалу Української Центральної Ради, увійшло до складу Української Народної Республіки.
Незабаром після перевороту більшовиків в Петрограді, у середині листопада 1917 року Радянську владу було проголошено в Михнові. В лютому 1918 року село зайняли австро-німецькі війська, а після їх відступу наприкінці року проголошено владу УНР.
Навесні 1919 року захоплене червоною армією. На початку квітня у Михнові створено волосний і сільський ревкоми. В серпні в село знову зайшла армія УНР, а в листопаді — поляки.
В липні 1920 року село захопили частини радянської 45-ї Волинської стрілецької дивізії. Почали працювати волосний і сільський ревкоми, яких очолили П. А. Тинюра й Л. І. Власюк, створили волосний комнезам. У вересні 1920 року УНР вдалося знову зайняти село, але ненадовго. У листопаді його знову окупували більшовики, а саме бійці 380-го Богунського полку.
Навесні 1922 року в селі створено комісію допомоги голодуючому населенню, з її ініціативи селяни зібрали 963 пуди хліба й вилучили церковні цінності. Трудящі села прийняли 9 дітей з інших губерній, хоч і самі мешканці села потерпали від голоду.
Волосний комнезам у лютому 1921 року створив спеціальну комісію з незаможників. На основі місцевої норми наділу на їдця багато господарств бідняків і маломіцних середняків одержало польову землю та присадибні ділянки з колишніх поміщицьких володінь. 1922 року 379 дворів Михнова з 1995 жителями мали вже 2012 десятин землі.
На початку 1921 року в Михнові відкрито фельдшерський пункт. Влітку 1920 року відремонтовано навчальне приміщення, наступного року тут працювало 4 вчителі. Для школи виділили 10 десятин землі. Через три роки відкрито ще одну трудову початкову школу. Діяли хата-читальня, пункт ліквідації неписьменності, сільський клуб, у якому влаштовувалися лекції, бесіди, виступав місцевий драматичний гурток. 1924 року в селі створено бібліотеку.
У березні 1924 року створено Михнівське сільськогосподарське кредитне товариство. Незабаром воно одержало кредит у сумі 2 тис. карбованців на придбання корів, коней, інвентаря. Район його діяльності охоплював 11 сіл. Через рік у Михнові організовано споживче товариство, а 1928 року — машинно-тяглове товариство «Радянський середняк».
Село постраждало від Голодомору 1932-33 років. Від голоду померло 11 осіб. Репресовано 72 чоловіки.
У 1936 році село відвідав перший секретар Центрального Комітету КП(б)У Косіор. 1936 року колгоспники зібрали зернових пересічно по 13,7 цнт, цукрових буряків — 205 цнт з га. На полях застосовувалася сільськогосподарська техніка Ізяславської, а згодом Білогородської МТС.
1938 року під час виборів до Верховної Ради УРСР депутатом по Ізяславському виборчому округу обрали вчителя михнівської школи І. Я. Сологуба.
Медичне обслуговування населення здійснювали амбулаторія, пологовий будинок.
Неписьменність у селі «ліквідували» до 1939 року. Дві початкові школи 1928 року об'єдналися в одну. В 30-х роках відкрилися семирічна і середня школи, у яких напередодні війни працювало 18 вчителів, навчалося 450 учнів.
1936 року в селі відкрили ще один клуб.
5 липня 1941 року німецькі війська зайшли в Михнів. 27 листопада 1943 року вони розстріляли 12 осіб. На роботи до Німеччини вивезли 242 чоловіка.
Окупація Михнова тривала близько трьох років. 28 лютого 1944 року бійці 1161-го полку 351-ї стрілецької дивізії 3-ї гвардійської танкової армії зайняли село. Під час відступу німці спалили 147 господарств, від їх рук загинуло ще 19 осіб.
За бойові заслуги на фронтах Другої світової війни нагороджено 118 михнівців. 167 вихідців з села загинули. Їх імена викарбувано на пам'ятнику, спорудженому 1968 року.
За п'ять післявоєнних років збудовано 150 хат, а також 2 конюшні, корівник, вівчарник. Артільне господарство стало одним з кращих у районі.
У вересні 1950 року до колгоспу «Більшовик» приєдналися артілі сусідніх сіл Покощівки, Закружців, центральна садиба укрупненого господарства розташувалася у Михнові. Площа земельних угідь його становила близько 3,7 тис. га.
Після введення 1963 року в дію Мислятинської ГЕС здійснено суцільну електрифікацію села. Збудовано 7 тваринницьких ферм, чимало підсобних підприємств: ремонтно-технічну майстерню, автогараж, склад для мінеральних добрив тощо. На початку 1968 року в артілі працювало 107 механізаторів.
Функціонували 60-гектарний сад, цегельний завод продуктивністю 3 млн штук цегли на рік, на якому працювало 70 осіб. Після спорудження на річці Горині міжколгоспної ГЕС у центрі села розлився великий став.
За післявоєнні роки споруджено будинок культури, магазин, приміщення для правління колгоспу та ін. Протягом 1965—1967 рр. споруджено 52 житлові будинки. Контроль за правильною забудовою села та впорядкуванням вулиць здійснювала сільська Рада.
Станом на 1968 в селі діяли фельдшерсько-акушерський пункт, пологовий будинок, дитячі ясла. Працювала середня школа, у якій 1968 року 29 учителів навчали 430 учнів; 40 % дорослого населення села мало вищу і середню освіту, половина — незакінчену середню, лише 10 % — початкову.
Значною подією в культурному житті села стало відкриття 1969 року народного музею. З 1957 року в колгоспі видаваася багатотиражна газета «Михнівські вісті», працював місцевий радіовузол.
12 червня 2020 року, відповідно до розпорядження Кабінету Міністрів України № 727-р «Про визначення адміністративних центрів та затвердження територій територіальних громад Хмельницької області», увійшло до складу Ізяславської міської територіальної громади.
19 липня 2020 року, в результаті адміністративно-територіальної реформи та ліквідації Ізяславського району, село увійшло до складу новоутвореного Шепетівського району

## Теперішній час
Село має діюче агропідприємство (ТОВ Компанія «Укрелітагро»). Працює гарбузовий завод. В селі Михнів працює млин і кузня. Функціонує суглинковий кар'єр..

## Археологічні знахідки
На території села та його околицях виявлено пам'ятки трипільської культури III тисячоліття до н. е. і залишки поселення скіфського часу VII—IV ст. до н. е. Рештки городища в урочищі Грабині стверджують про заселення цієї місцевості у давньоруські часи.

## Галерея

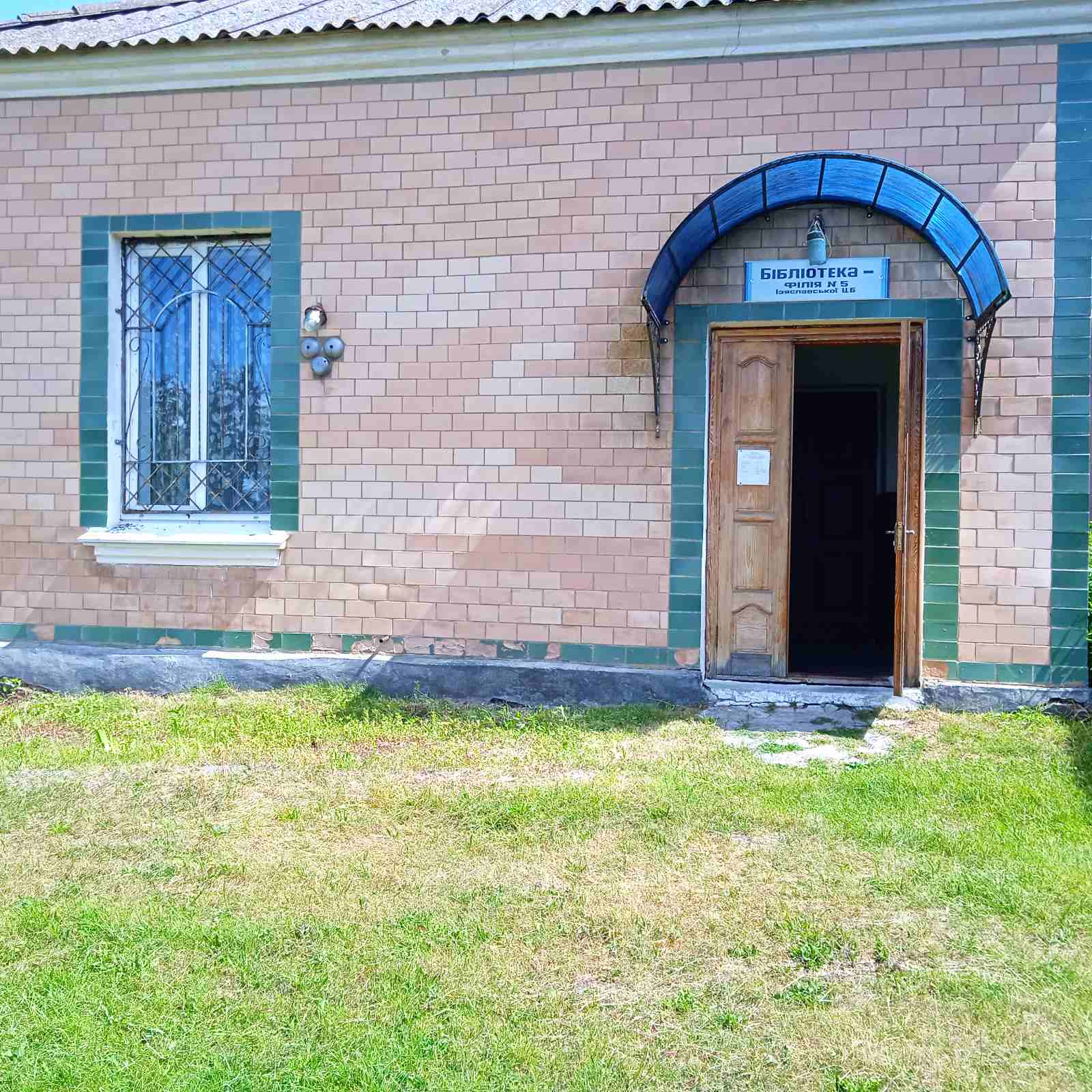
Михнівська бібліотека

## Люди
В селі народилися:
- Андрощук Іван Кузьмович (нар. 1958) — український і російський поет, письменник-фантаст, публіцист.
- Гаврилюк Микола Степанович (1927—1998) — український живописець.
- Доля Олександр Сергійович (нар. 1979) — український співак, заслужений артист України.